# 工藤俊作 (俳優)
工藤 俊作（くどう しゅんさく、1960年8月28日 - ）は、日本の俳優、声優。旧芸名は山下 伸二（）。広島県広島市出身。所属事務所は太田プロダクション、NESTを経て2022年5月からオリオンズベルト所属。

## 略歴
1979年、崇徳高等学校卒業。
1982年から1987年にかけて菅原文太に師事。
1988年から1989年に唐十郎主宰の唐組に参加。
1997年にバンド「クロスボーンズ」を結成し、ボーカルを担当。
乙女座。B型。特技は、北京語・ギター・ベース・殺陣。趣味は、水彩画・二胡演奏・油絵。
『地球戦隊ファイブマン』の銀河剣士・ビリオンが当たり役となる。同作品で共演した藤敏也によれば、工藤は矢沢永吉を愛好しており、同じく矢沢ファンの監督の長石多可男に提案して矢沢の楽曲を劇中で流したという。
菅田俊率いる劇団東京倶楽部などで舞台にも出演しており、2008年には自ら作・演出も担当する劇団毒漫画を立ち上げた。
主演映画『スモーキー アンド ビター』で、ニース国際映画祭 主演男優賞ノミネート、マドリード国際映画祭 外国語部門最優秀主演男優賞受賞。

## 出演

### テレビドラマ
- 暁に標的を撃て（NTV 火曜サスペンス劇場）
- 男たちの旅路（NHK）
- イキのいい奴（NHK）
- 大河ドラマ 毛利元就（1997年） - 武田家家臣 香山 役
- 地球戦隊ファイブマン（1990年） - 銀河剣士ビリオン 役[注釈 1]
- 特救指令ソルブレイン 第31話「彼女は夢の未来車（カー）」（1991年） - 椎名 役[注釈 1]
- 特捜エクシードラフト 第14話「遥かなる父の家路」（1992年） - 高橋亮 役[注釈 1]
- 特捜ロボ ジャンパーソン 第1話「謎の新英雄」（1993年） - 蛭田 役[注釈 1]
- ブルースワット（1994年） - 荒井武 役
- はみだし刑事情熱系PARTII 第6話「密告殺人! 娘の涙」（1997年、ANB / 東映） - 浅田修 役
  - 第3シリーズ（1998年） - 井上昇 役
- D×D（1997年、日本テレビ） - ゲスト
- 月曜ドラマ・イン スウィートデビル（1998年） - アレス 役
- 土曜ワイド劇場
  - 「元祖!混浴露天風呂連続殺人」第18作「みちのく津軽の秘湯に消えた女」（1998年11月21日、朝日放送） - 今井伸明 役
  - おみやさんスペシャル（2016年2月13日、テレビ朝日） - 森好久 役
  - 終着駅の牛尾刑事VS事件記者・冴子「森村誠一のラストファミリー」（2017年1月7日） - 藤崎正明 役
- 金曜エンタテイメント 「女弁護士水島由里子の危険な事件ファイル3」（1999年） - 柏木秘書 役
- やまとなでしこ（2000年、フジテレビ） - 松平社長 役
- 月曜ミステリー劇場（TBS）
  - 外科医零子 ハートの記憶（2001年10月22日）
- 太陽にほえろ!2001（2001年、NTV） - 川辺義男 役
- オードリー（2001年） - 石村医師 役
- はぐれ刑事純情派
  - 第14シリーズ 第6話（2001年） - 高野昇 役
  - 第16シリーズ（2003年） - 松山明 役
- 恋ノチカラ（2002年、フジテレビ） - ゲスト
- 相棒（テレビ朝日）
  - season1 第9話「人間消失」（2002年12月4日） - 長岡刑事 役
  - season6 第11話「ついている女」・第12話「狙われた女」（2008年1月16日 - 23日） - 岡刑事 役
  - season12 第10話「ボマー〜狙撃容疑者特命係・甲斐享を射殺せよ！」（2014年1月1日） - 犬飼孝則 役
  - season21 第15話「薔薇と髭と菫たち」（2023年2月1日） - 鬼塚一誠 役
- マルサ!!（2003年、フジテレビ） - ゲスト
- 超星神グランセイザー（2003年 - 2004年） - 御園木篤司 役
- 陰陽少女（2004年） - ワンダーレン 役
- 着信アリ（2005年、テレビ朝日） - 西村和也 役
- 離婚弁護士II 〜ハンサムウーマン〜 第1話（2005年、フジテレビ）
- 監察医・室生亜季子
- 新宿スワン 第2話（2007年8月、テレビ朝日） - 南条 役
- 赤川次郎ミステリー 4姉妹探偵団 最終話（2008年3月14日、テレビ朝日系列）
- ゴンゾウ 伝説の刑事 第5話（2008年7月30日、テレビ朝日系列） - 藤岡 役
- 刺客請負人第2シリーズ 第7話（2008年9月5日、テレビ東京） - 烏丸屋助清 役
- 台湾1895（2008年、中国 中央電視台） - 樺山資紀 役
- 必殺仕事人2009 第1話（2009年1月9日、朝日放送） - 鬼丸 役
- BOSS 第8話（2009年6月4日、フジテレビ） - 谷本 役
- 東京DOGS 第8話 - 第10話（2009年12月7日、フジテレビ） - 真中 役
- 世にも奇妙な物語 20周年スペシャル・春 〜人気番組競演編〜「ナデ様の指輪」（2010年、フジテレビ） - 七尾 役
- ハンチョウ〜神南署安積班〜（TBS）
  - シリーズ3 第3話（2010年7月19日） - 佐久田勝利 役
  - シリーズ6 第8話（2013年3月4日） - 村田博 役
- 告発〜国選弁護人 第7話 - 最終話（2011年2月24日 - 3月3日、テレビ朝日） - 柏原泰三 役
- 陽はまた昇る 第8話（2011年9月8日、テレビ朝日） - 刑事 役
- くろねこルーシー（2012年1月 - 3月、UHF） - 鈴木隆明 役
- リーガル・ハイ（2013年4月13日、フジテレビ）
- 水曜ミステリー9（テレビ東京）
  - レアケース 生活保護課の殺人事件簿（2014年3月5日） - 黒川刑事 役
  - 検事・沢木正夫4 自首（2016年9月14日） - 室田警部 役
- HERO 第8話（2014年9月1日、フジテレビ） - 蒲田 役
- だから荒野（2015年、NHK BS） - 加藤順吉 役
- ヤメゴク〜ヤクザやめて頂きます〜第7話（2015年5月28日、TBS） - 白根時生 役
- 美女と男子（2015年、NHK） - 進藤道隆 役
- 掟上今日子の備忘録（2015年11月7日、日本テレビ）準レギュラー - 遠浅刑事 役
- 大江戸事件帖 美味でそうろう（BS朝日 2015年） - まむし親分 岡っ引き 役
- 大江戸事件帖 美味でそうろう 2（BS朝日 2016年） - まむし親分 岡っ引き 役
- 刑事7人（テレビ朝日）
  - 第2シリーズ（2016年） - 寺井信介 役
  - 第4シリーズ（2018年） - 石倉刑事部長 役
  - 第5シリーズ（2019年） - 笹岡祐二 役
- ドクターX〜外科医・大門未知子〜 第4期 第10話 - 最終話（2016年12月15日 - 22日、テレビ朝日） - 後藤 役
- 日曜プライム CHIEF〜警視庁IR分析室〜（2018年4月15日、テレビ朝日） - 八木沼修 役
- 遺留捜査（2019年、テレビ朝日） - 秘書 馬場彰一 役
- ドラマスペシャル 死命〜刑事のタイムリミット〜（2019年5月19日、テレビ朝日） - 高杉芳雄刑事 役
- アメリカに負けなかった男〜バカヤロー総理 吉田茂〜（2020年2月24日、テレビ東京） - 独駐在武官 役
- 連続ドラマW トッカイ〜不良債権特別回収部〜 第3話 - 第4話（2021年1月31日 - 2月7日、WOWOW） - 剣上崇彰 役
- 僕たちの校内放送 最終話（2023年8月23日、フジテレビ） - 教師 役
- 闇バイト家族 第9話 - 第11話（2024年3月2日 - 16日、テレビ東京） - シャオチャン 役
- それぞれの孤独のグルメ 第8話・第9話（2024年11月23日・30日、テレビ東京） - テツ 役[2]
- モンスター 第9話（2024年12月9日、関西テレビ・フジテレビ系） - 永山淳之介 役[3]

### Webドラマ
- マジすか学園5（2015年、第4話 - 、Hulu） - シュウ 役
- CONNECT 覇者への道（2025年、U-NEXT） - 村雨大吾 役[4]

### 映画
- 汚れた英雄（1982年）
- 鹿鳴館（1986年）
- 映画女優（1987年）
- 二十世紀少年読本（1989年）
- 帝都大戦（1989年）
- ぼくらの七日間戦争2（1991年）
- よるべなき男の仕事・殺し（1991年）
- ミンボーの女（1992年）
- あぶない刑事リターンズ（1996年） - 今井 役
- 犬、走る DOG RACE（1998年）
- エンバーミング (1999年）
- ホワイトアウト（2000年） - 貴嶋聡 役
- 修羅がゆく シリーズ -  二代目岸田組若頭 新海義人 役
  - 修羅がゆく11 名古屋頂上戦争（2000年）
  - 修羅がゆく12 北九州死闘篇（2000年）
  - 修羅がゆく13 完結篇（2000年）
- 突入せよ! あさま山荘事件（2002年） - 第二機動隊中隊長 役
- 修羅のみち5 東北（みちのく）殺しの軍団（2002年） - 福島 郡山・荒尾組若頭 奥村 役
- 黄龍 イエロードラゴン（2003年） - 黒田 役
- 黄泉がえり（2003年） - 刑事 役
- 極道はクリスチャン/修羅の抗争（2004年） - 滝本博文 役
- 殺人ネット（2004年） - 海野教師 役
- isA.（2004年）
- 太行山上（中国語版）（2005年、中国映画）
- 我的母親 趙一曼（2007年、中国映画） - 主演・大野大佐 役
- アンフェア the movie（2007年） - 第一SAT隊中隊長 役
- ポチの告白（2009年）
- FIST 拳（2009年）
- 沈まぬ太陽（2009年） - 迫本博 役
- 死亡時刻（2010年）
- 交渉人 The Movie（2010年） - SAT隊長 役
- インセプション（2010年 ハリウッド映画） - サイトーズボディガード 役
- 風聲（2011年）中国映画 声：吹き替え
- 西風烈（2011年）中国映画 声：吹き替え
- 聯合艦隊司令長官 山本五十六（2011年） - 大石首席参謀 役
- ミロクローゼ（2011年） - 用心棒 役
- 図書館戦争（2013年）
- 25 NIJYU-GO（2014年） - 鵜飼（田神組組長の兄貴分） 役
- 覇王I 凶血の系譜（2016年） - 新宿警察署 組織犯罪対策課 墨田崇(マル暴刑事) 役
- 中野JK 退屈な休日（2016年9月24日、アールツーエンターテインメント）[5]
- Mr.Long/ミスター・ロン（2017年） - 藤野 役
- 走れ!T校バスケット部（2018年） - 岩田 役
- あの頃、君を追いかけた（2018年） - 父親 役
- 空母いぶき（2019年） - 浦田鉄人 役[6]
- デリバリー（2018年） - 権藤 役
- カイジ ファイナルゲーム（2019年）
- 恋する男（2020年） - 斎門 役
- ひとくず（2020年） - 刑事 役
- スモーキー アンド ビター（2020年） - 主演・諸星(殺し屋) 役
- ムーンライトダイナー（2022年）
- 近くて遠い親子（2023年）[7]

### Vシネマ
- 静かなるドン4, 5, 6（1993年 - 1994年） - 胡麻田 役
- 極楽金融伝 裏通り雷人（1993年） - 主演・二宮雷人 役
- JINGI 仁義 シリーズ
  - 仁義33 極道復讐戦争（2002年） - 津田 役
  - 仁義41 非情の掟（2004年）
  - 仁義49 極道最終戦争（2008年） - 柿沼組組長・柿沼 役
- 実録・史上最大の抗争 義絶状（2002年） - 三代目山王会本部長 橋本組組長 橋本国光 役
  - 実録・史上最大の抗争 義絶状2（2002年） - 四代目山王会若頭補佐兼本部長 橋本組組長 橋本国光 役
- 荒ぶる魂の華（2014年） - 刑事 役
- 日本統一 8,13,14,31,32,47（2014年・2015年・2021年） - 政治結社大日本礎會会長 堀井謙介（宮本同友會政治連盟議長宮本稜治の兄貴分）（→氷室と五分の兄弟分） 役
- 日本統一外伝 伝田村悠人（2021年） - 政治結社大日本礎會会長 堀井謙介 役
- 虎狼の群れ（2017年） - 火浦警察署 刑事 役
- CONFLICT 〜最大の抗争〜 シリーズ                              
  - 第三章・第四章・第五章（2018年） - 天道会相談役 大谷組副組長 村田勝次 役
  - 第六章・第七章 （2019年） - 天道会相談役 大谷組若頭 村田弘治 役
- 覇者の掟 第三章・第四章・第五章（2019年） - 杉本彰仁 役
- 影と呼ばれた男たち（2019年） - チャイニーズマフィア 役
- 組織を震撼させた男 弐（2019年） - 向島武則 役
- 極道の紋章レジェンド1・2（2021年） - 初代関西侠友会 沖田連合会長→京阪連合会長 神代竜次 役

### 舞台
- 真夏の夜の夢
- 十二夜
- 秘密の花園（2008年） 演出
- ゴッホのピストル（2009年） 作・演出・主演　旗揚げ公演
- ひとりぼっちのヒーロー（2013年） 脚本
- 約束 〜真説・三億円事件〜（2015年） 共同脚本 主演
- 反逆のワイドショー（2018年） 主演
- ヘンリー八世（2020年） サフォーク公爵　吉田鋼太郎演出
- 自慢の親父（2024年）主演[8]
- ゴッホのピストル（2024年）ｰ張龍役　※原案、演出も担当
- ジュリアス・シーザー（2025年）[9]

### ゲーム
- アローン・イン・ザ・ダーク 3DO版（1994年） - ナレーター
- ALIVE（1998年）
- 龍が如く（2005年） - 医者・柄本 役
- 龍が如く2（2006年） - 柄本 役[要出典]
- 428 〜封鎖された渋谷で〜（2008年） - 杖の男 役
- 龍が如く 極2（2017年）